# Søren Andersen (fodboldspiller, født 1937)
 Der er flere personer med dette navn, se Søren Andersen.
Søren Andersen (født 16. juli 1937 København, død 16. juli 1960 i Kastrup Lufthavn) var en dansk fodboldspiller.
Søren Andersen spillede i sin korte karriere 99 klubkampe som centerforward i Frem og scorede 79 mål. Han blev som 20-årig en suveræn topscorer i 1. division i 1956/57 med 27 mål i 24 kampe. Han debuterede 21. august 1955 i en hjemmekamp mod AB med resultatet 2-6 og spillede sin sidste kamp 26. juni 1960  mod Malmö FF med resultatet 2-2 i Nordisk Cup.
På sin 23-års fødselsdag omkom Søren Andersen i en flyulykke. Han var en af de otte fodboldspillere, som omkom på vej til en OL-forberedelseskamp i Herning 16. juli 1960. De øvrige var Per Funch Jensen, Arne Karlsen, Kurt Krahmer (alle KB), Ib Eskildsen (Frem), Erik Pondal Jensen (AB), Børge Bastholm Larsen (Køge) og Erling Spalk Ikast FS, den eneste af de otte, som ikke havde spillet på landsholdet.
Søren Andersen var kommet med på turen på et afbud: Bent Krog var skadet og skulle erstattes af Erik Nielsen, der måtte melde fra pga. halsbetændelse, og så blev Søren Andersen udtaget i stedet.
Søren Andersen nåede kun at spille fire U-21 landskampe, hvor han scorede to mål. Desuden spillede han to B-landskampe, hvori han også scorede to mål.
Søren Andersen og hans klubkammerat Ib Eskildsen ligger begge begravet på Vestre Kirkegård, hvor Frem satte en fælles gravsten. Gravstedet er nedlagt. Der er en mindeplade i klubbens indgangsparti i Valby til ære for de to spillere. De blev begge kåret som "Årets Fremmer" i 1960.